# 傲翔灣畔
傲翔灣畔（英語：The Sail at Victoria），為一位於香港港島西環堅尼地城域多利道的單幢高尚住宅，背靠摩星嶺，物業樓高共27層，由香港置地發展（以唐人發展有限公司為名），仲量聯行管理，於2009年12月入伙。

## 歷史
傲翔灣畔前身為樓高2層的香港置地員工宿舍，地盤面積約10,700方呎。發展商除了原本地盤外，亦把毗鄰約14.000方呎的公眾休憩用地一併申請發展，並向區議員徵詢意見共同設計；至2006年初，發展商向政府補地價1.45億港元，把其興建為純住宅項目，即「傲翔灣畔」。

## 簡介
物業位於中西區名校區，景觀亦向維多利亞港，但鄰近港島西廢物轉運站為一缺點，開售呎價由$10,000起。物業共高27層，但則有33樓（不設LG4、4、13、14及24樓），物業為一純住宅項目，而附近亦並無購物點，至市中心須步行約15分鐘。其中地庫一樓至地庫三樓為停車場，共有26個私家車位、5個電單車位，一樓為會所，其設施包括半露天游泳池、健身室、燒烤場、宴會廳等，二樓則是空中花園。而三樓以上為住宅，共95個單位，一梯為二至四伙，單位由約660至3,700呎不等。另外，33樓為隔火層。

## 附近物業
- 港島西廢物轉運站
- 堅尼地城臨時遊樂場
- 西寧閣
- 招商局碼頭
- 東華三院之百年大廈
- 泓都

## 外部連結
- 傲翔灣畔 官方網頁

22°16′52″N 114°07′13″E / 22.2811°N 114.1204°E